# Geonoma seleri
Geonoma seleri är en enhjärtbladig växtart som beskrevs av Karl Ewald Maximilian Burret. Geonoma seleri ingår i släktet Geonoma och familjen Arecaceae. Inga underarter finns listade i Catalogue of Life.